# Карапетян, Гарегин Оганесович
Гарегин Оганесович Карапетян (23 апреля 1931, Ленинград, РСФСР — 02 февраля 2017) — советский и российский учёный-химик, доктор химических наук, заслуженный профессор СПБПУ, ведущий специалист в области оптики и спектроскопии стекла. Основоположник исследования люминесцирующих стёкол в СССР. 
Действительный член Академии инженерных наук РФ и Российской академии естественных наук. Заслуженный деятель науки Российской Федерации, лауреат Государственной премии СССР в области науки. 

## Биография
Родился 23 апреля 1931 года в семье инженера-судостроителя в Ленинграде. Окончил ЛГУ по специальности «Аналитическая химия» в 1955 году. 
В 1956—1959 годы учился в аспирантуре Государственного оптического института. В 1959 году получил степень кандидата химических наук.
С 1959 Карапетян работал научным сотрудником в ГОИ. В 1967 году получил степень доктора химических наук. Его исследования использовались при создании и промышленном выпуске первых советских лазерных стёкол. В результате, Карапетян вместе с группой учёных ГОИ в 1974 году удостоились Государственной премии СССР в области науки.
В 1971—1980 годы Карапетян был штатным профессором и заведующим кафедрой физики в Ленинградском технологическом институте целлюлозно-бумажной промышленности (ЛТИ ЦБП). 
В 1972 году работает над новым направлением ионообменных процессов в системе стекло — расплав соли. В результате были созданы материалы и технологии промышленного выпуска оптических элементов с градиентом показателя преломления.
С 1972 года с группой сотрудников он получил приоритетные результаты о связи эффективности кооперативной сенсибилизации люминесценции в стекле с его составом и создал конвертор инфракрасного излучения в видимое.
Международный научный фонд в 1990-е годы поддержал под руководством Карапетяна фундаментальные спектроскопические исследования строения неорганических стёкол. 
Карапетян развивал нанодисперсные технологии в агрофизическом материаловедении. 
Автор более 300 научных публикаций, подготовил более 50 кандидатов наук, соавтор более 70 изобретений. 
Все разработки, выполненные под научным руководством Карапетяна в 1960—1990 годах, были внедрены в промышленность и использованы в оптическом приборостроении, квантовой электронике, оптоэлектронике и волоконной оптике.

## Достижения
- Почётный член Оптического общества России;
- Лауреат премии Менделеевского общества;
- Лауреат премии и медали им. А.Л. Чижевского;
- Медали ВДНХ СССР: золотая (1964), бронзовая (1980), серебряная (1983);
- Знак «Изобретатель СССР» (1979).